# Élections législatives de 1978 en Corse-du-Sud
Les élections législatives françaises de 1978 se déroulent les 12 et 19 mars 1978. Dans le département de la Corse-du-Sud, deux députés sont à élire dans le cadre de deux circonscriptions.

## Élus
| Circonscription | Député sortant     | Parti              | Parti              | Député élu ou réélu      | Parti | Parti |
| --------------- | ------------------ | ------------------ | ------------------ | ------------------------ | ----- | ----- |
| 1re             | Nouvellement créée | Nouvellement créée | Nouvellement créée | Jean Bozzi               |       | RPR   |
| 2e              | Nouvellement créée | Nouvellement créée | Nouvellement créée | Jean-Paul de Rocca Serra |       | RPR   |

## Résultats

### Résultats à l'échelle du département
| Parti          | Parti                              | Premier tour | Premier tour | Second tour | Second tour | Sièges |
| Parti          | Parti                              | Voix         | %            | Voix        | %           | Sièges |
| -------------- | ---------------------------------- | ------------ | ------------ | ----------- | ----------- | ------ |
|                | Rassemblement pour la République   | 24 161       | 37,28        | 22 797      | 51,15       | 2      |
|                | Union pour la démocratie française | 10 317       | 15,92        | Retrait     | Retrait     | 0      |
|                | Divers droite                      | 1 869        | 2,88         |             |             | 0      |
|                | Majorité présidentielle            | 36 347       | 56,08        | 22 797      | 51,15       | 2      |
|                |                                    |              |              |             |             |        |
|                | Mouvement des radicaux de gauche   | 14 414       | 22,24        | 21 768      | 48,85       | 0      |
|                | Parti communiste français          | 10 027       | 15,47        |             |             | 0      |
|                | Parti socialiste                   | 2 079        | 3,21         | 0           |             |        |
|                | Union de la gauche                 | 26 520       | 40,92        | 21 768      | 48,85       | 0      |
|                |                                    |              |              |             |             |        |
|                | Divers gauche                      | 1 665        | 2,57         |             |             | 0      |
|                | Divers                             | 284          | 0,44         | 0           |             |        |
|                |                                    |              |              |             |             |        |
| Inscrits       | Inscrits                           | 90 369       | 100,00       | 60 188      | 100,00      | 2      |
| Abstentions    | Abstentions                        | 25 109       | 27,78        | 14 634      | 24,31       |        |
| Votants        | Votants                            | 65 260       | 72,22        | 45 554      | 75,69       |        |
| Blancs et nuls | Blancs et nuls                     | 444          | 0,68         | 989         | 2,17        |        |
| Exprimés       | Exprimés                           | 64 816       | 99,32        | 44 565      | 97,83       |        |

### Résultats par circonscription

#### Première circonscription (Ajaccio)
| Candidat       | Candidat           | Parti          | Premier tour | Premier tour | Second tour | Second tour |  |
| Candidat       | Candidat           | Parti          | Voix         | %            | Voix        | %           |  |
| -------------- | ------------------ | -------------- | ------------ | ------------ | ----------- | ----------- |  |
|                | Jean Bozzi élu     | RPR            | 12 161       | 29,21        | 22 797      | 51,15       |  |
|                | Nicolas Alfonsi    | MRG            | 11 048       | 26,53        | 21 768      | 48,85       |  |
|                | José Rossi         | UDF (PR)       | 10 317       | 24,78        | Retrait     | Retrait     |  |
|                | Albert Ferracci    | PCF            | 6 160        | 14,79        |             |             |  |
|                | Ange Simongiovanni | CNIP           | 1 663        | 3,99         |             |             |  |
|                | Thérèse Luciani    | Divers         | 284          | 0,68         |             |             |  |
|                |                    |                |              |              |             |             |  |
| Inscrits       | Inscrits           | Inscrits       | 60 192       | 100,00       | 60 188      | 100,00      |  |
| Abstentions    | Abstentions        | Abstentions    | 18 235       | 30,29        | 14 634      | 24,31       |  |
| Votants        | Votants            | Votants        | 41 957       | 69,71        | 45 554      | 75,69       |  |
| Blancs et nuls | Blancs et nuls     | Blancs et nuls | 324          | 0,77         | 989         | 2,17        |  |
| Exprimés       | Exprimés           | Exprimés       | 41 633       | 99,23        | 44 565      | 97,83       |  |

#### Deuxième circonscription (Sartène)
|                | Jean-Paul de Rocca Serra sortant réélu | RPR            | 12 000 | 51,76  |  |  |  |
|                | Dominique Bucchini                     | PCF            | 3 867  | 16,68  |  |  |  |
|                | Toussaint Luciani                      | MRG            | 3 366  | 14,51  |  |  |  |
|                | Paul Ettori                            | PS             | 2 079  | 8,96   |  |  |  |
|                | Denis de Rocca Serra                   | Divers gauche  | 1 665  | 7,18   |  |  |  |
|                | Antoine Istria                         | Divers droite  | 109    | 0,47   |  |  |  |
|                | D. Panzani                             | Divers droite  | 74     | 0,31   |  |  |  |
|                | F. Rossi                               | Divers droite  | 23     | 0,09   |  |  |  |
|                |                                        |                |        |        |  |  |  |
| Inscrits       | Inscrits                               | Inscrits       | 30 177 | 100,00 |  |  |  |
| Abstentions    | Abstentions                            | Abstentions    | 6 874  | 22,78  |  |  |  |
| Votants        | Votants                                | Votants        | 23 303 | 77,22  |  |  |  |
| Blancs et nuls | Blancs et nuls                         | Blancs et nuls | 120    | 0,51   |  |  |  |
| Exprimés       | Exprimés                               | Exprimés       | 23 183 | 99,49  |  |  |  |